# Сфено
Сфено́ (или Сфейно́, Стено́, Стейно́ — др.-греч. Σθεινώ, Σθενώ «могучая, сильная», от σθένος «сила, мощь») — в древнегреческой мифологии старшая из трёх сестёр-горгон, дочь морского божества Форкия и его сестры Кето. Считается бессмертной. Оплакивала вместе с сестрой Эвриалой погибшую Медузу, отчего один из музыкальных ладов именуется «многоглавым».